# Sokolelah
Sokolelah is een bestuurslaag in het regentschap Pamekasan van de provincie Oost-Java, Indonesië. Sokolelah telt 1977 inwoners (volkstelling 2010).